# Донской 2-й казачий полк
2-й Донской казачий Его Императорского Высочества Наследника Цесаревича полк — кавалерийская воинская часть Русской императорской армии. С 1875 по 1918 годы входил в состав 2-й кавалерийской дивизии.

## Ранние формирования полка

### Полк Сысоева
2-й Донской казачий полк являлся прямым наследником Донского казачьего Сысоева полка, который был сформирован в начале 1800-х годов.
В 1805 году принимал участие в Австрийской походе против французов. В 1806—1807 годах полк находился в Восточной Пруссии и снова сражался с французами. Затем полк был переведён на Дунай, где отличился в сражениях с турками под Журжей и Слободзеей. В 1812 году полк также находился во множестве дел с французами.
По окончании Наполеоновских войн полк долгое время находился на Кавказе и принимал участие в походах против горцев.

### Первое формирование 2-го полка
Впервые Донской казачий полк под № 2 был сформирован 26 мая 1835 года на основании нового положения о Донском казачьем войске. Периодически этот полк созывался в строй и распускался на льготу, также менялся его текущий номер (в зависимости от свободного номера полка при созыве). Кроме номера в названии полка также положено было означать и имя его текущего командира.
Полк этот также, как и его предшественник полк Сысоева, принимал участие в Кавказских походах.
В 1849 году полк совершил поход в Венгрию. В Крымскую войну сражался с турками на Дунае, а затем находился в Крыму и был в делах с англо-французами.

## Окончательное формирование полка
В 1872 году с Дона на внешнюю службу был вызван очередной Донской казачий № 33 полк и 27 июля 1875 года он был назван Донской казачий № 2-го полк. С этих пор оставался первоочередным и более на льготу не распускался.
С 24 мая 1894 года полк именовался как 2-й Донской казачий полк. 
26 августа 1904 года вечным шефом полка был назван генерал Сысоев и полку велено именоваться 2-м Донским казачьим генерала Сысоева полком.
23 января 1914 года полку пожаловано шефство Наследника Цесаревича Алексея Николаевича и велено именоваться впредь 2-м Донским казачьим Его Императорского Высочества Наследника Цесаревича полком.
В 1914—1917 годах полк принимал участие в Первой мировой войне. Отличился в ходе боевых действий в Прибалтике в апреле - мае 1915 г.

## Знаки отличия полка
- Полковое Георгиевское знамя с надписями «За подвиг при Шёнграбене 4-го ноября 1805 года в сражении 5-ти тысячного корпуса с неприятелем, состоявшим из 30-ти тысяч» и «1570—1907», пожалованное 9 августа 1908 года (первое отличие унаследовано от Донского казачьего Сысоева полка, которому знамя с этой надписью было пожаловано 13 июля 1806 года) и Александровскими юбилейными лентами.
- Одиночные белевые петлицы на воротнике и обшлагах нижних чинов, пожалованные 6 декабря 1908 года.

## Командиры полка
- в 1853—1856 — полковник Калинин
- 03.10.1875 — 30.11.1884 — полковник (с 06.05.1884 генерал-майор) Леонов, Пётр Алексеевич
- 20.09.1884 — 14.07.1888 — полковник Калинин, Николай Матвеевич
- 14.07.1888 — 17.12.1893 — полковник Поздеев, Ипполит Аполлонович
- 09.02.1894 — 18.05.1897 — полковник Сербинов, Иван Иванович[2]
- 18.05.1897 — 12.11.1901 — полковник Исаев, Михаил Алексеевич[3]
- 09.12.1901 — 13.01.1906 — полковник Рытченков, Василий Александрович
- 20.01.1906 — 17.02.1910 — полковник Дьяков, Николай Яковлевич
- 11.03.1910 — 10.11.1916 — полковник Леонов, Николай Алексеевич
- 26.11.1916 — хх.хх.хххх — полковник Упорников, Анатолий Васильевич